# Lutych–Bastogne–Lutych 2022
108. ročník jednodenního cyklistického závodu Lutych–Bastogne–Lutych se konal 24. dubna 2022 v Belgii. Vítězem se stal Belgičan Remco Evenepoel z týmu Quick-Step–Alpha Vinyl. Na druhém a třetím místě se umístili Belgičané Quinten Hermans (Intermarché–Wanty–Gobert Matériaux) a Wout van Aert (Team Jumbo–Visma). Závod byl součástí UCI World Tour 2022 na úrovni 1.UWT a byl sedmnáctým závodem tohoto seriálu.

## Týmy
Závodu se zúčastnilo všech 18 UCI WorldTeamů a 7 UCI ProTeamů. Alpecin–Fenix a Arkéa–Samsic dostaly automatické pozvánky jako nejlepší UCI ProTeamy sezóny 2021, třetí nejlepší UCI ProTeam sezóny 2021, Team TotalEnergies, pak dostal také automatickou pozvánku. Další 4 UCI ProTeamy (Bingoal Pauwels Sauces WB, Equipo Kern Pharma, Sport Vlaanderen–Baloise a Uno-X Pro Cycling Team) byly vybrány organizátory závodu, Amaury Sport Organisation. Každý tým přijel se sedmi závodníky, bez tří nestartujících závodníků se tak na start postavilo 172 jezdců. Do cíle v Lutychu dojelo 121 z nich.
UCI WorldTeamy
- AG2R Citroën Team
- Astana Qazaqstan Team
- Bora–Hansgrohe
- Cofidis
- EF Education–EasyPost
- Groupama–FDJ
- Ineos Grenadiers
- Intermarché–Wanty–Gobert Matériaux
- Israel–Premier Tech
- Lotto–Soudal
- Movistar Team
- Quick-Step–Alpha Vinyl
- Team Bahrain Victorious
- Team BikeExchange–Jayco
- Team DSM
- Team Jumbo–Visma
- Trek–Segafredo
- UAE Team Emirates

UCI ProTeamy
- Alpecin–Fenix
- Arkéa–Samsic
- Bingoal Pauwels Sauces WB
- Equipo Kern Pharma
- Sport Vlaanderen–Baloise
- Team TotalEnergies
- Uno-X Pro Cycling Team

## Výsledky
| Pořadí | Jezdec                   | Tým                                | Čas        |
| ------ | ------------------------ | ---------------------------------- | ---------- |
| 1      | Remco Evenepoel (BEL)    | Quick-Step–Alpha Vinyl             | 6h 12' 38" |
| 2      | Quinten Hermans (BEL)    | Intermarché–Wanty–Gobert Matériaux | + 2"       |
| 3      | Wout van Aert (BEL)      | Team Jumbo–Visma                   | + 48"      |
| 4      | Daniel Martínez (COL)    | Ineos Grenadiers                   | + 48"      |
| 5      | Sergio Higuita (COL)     | Bora–Hansgrohe                     | + 48"      |
| 6      | Dylan Teuns (BEL)        | Team Bahrain Victorious            | + 48"      |
| 7      | Alejandro Valverde (ESP) | Movistar Team                      | + 48"      |
| 8      | Neilson Powless (USA)    | EF Education–EasyPost              | + 48"      |
| 9      | Marc Hirschi (SUI)       | UAE Team Emirates                  | + 48"      |
| 10     | Michael Woods (CAN)      | Israel–Premier Tech                | + 48"      |